# From Here We Go Sublime
From Here We Go Sublime är den svenska technoartisten The Fields hyllade debutalbum, släppt 2007 på det tyska skivbolaget  Kompakt. Skivan rankades av Sonic Magazine i juni 2013 som det 58:e bästa svenska albumet någonsin.

## Låtlista
1. "Over the Ice" – 6:56
2. "A Paw in My Face" – 5:24
3. "Good Things End" – 6:08
4. "The Little Heart Beats So Fast" – 5:25
5. "Everday" – 6:59
6. "Silent" – 7:35
7. "The Deal" – 10:03
8. "Sun & Ice" – 6:34
9. "Mobilia" – 6:28
10. "From Here We Go Sublime" – 4:09

### Fotnoter
1. ↑  Sonic #69, sommaren 2013